# Nombre de Debye
Le nombre de Debye {\displaystyle (Dy)} est un nombre sans dimension utilisé en électrostatique lors de mesures à l'aide d'une sonde dans des gaz ionisés,. Ce nombre correspond au rapport entre la longueur de Debye et le diamètre de la sonde utilisée pour les mesures.
Ce nombre porte le nom de Peter Joseph Wilhelm Debye, physicien et chimiste hollandais.
On le définit de la manière suivante :
{\displaystyle D_{y}={\frac {\lambda _{D}}{d}}={\frac {\left({\frac {k\epsilon T}{e^{2}n}}\right)^{0{,}5}}{d}}}
avec :
- λD - longueur de Debye
- d - diamètre de la sonde
- k - constante de Boltzmann
- ε - permittivité dans le vide
- T - température
- e - charge d'un électron
- n - nombre d'électrons par volume